# Stazione meteorologica di Montemonaco
La stazione meteorologica di Montemonaco è la stazione meteorologica di riferimento relativa alla località di Montemonaco.

## Coordinate geografiche
La stazione meteo si trova nell'Italia centrale, nelle Marche, in provincia di Ascoli Piceno, nel comune di Montemonaco, a 987 metri s.l.m. e alle coordinate geografiche 42°53′N 13°19′E.

## Dati climatologici
In base alla media trentennale di riferimento 1961-1990, la temperatura media del mese più freddo, gennaio, si attesta a +0,9 °C; quella del mese più caldo, agosto, è di +20,6 °C .
| Montemonaco        | Mesi | Mesi | Mesi | Mesi | Mesi | Mesi | Mesi | Mesi | Mesi | Mesi | Mesi | Mesi | Stagioni | Stagioni | Stagioni | Stagioni | Anno |
| Montemonaco        | Gen  | Feb  | Mar  | Apr  | Mag  | Giu  | Lug  | Ago  | Set  | Ott  | Nov  | Dic  | Inv      | Pri      | Est      | Aut      | Anno |
| ------------------ | ---- | ---- | ---- | ---- | ---- | ---- | ---- | ---- | ---- | ---- | ---- | ---- | -------- | -------- | -------- | -------- | ---- |
| T. max. media (°C) | 3,6  | 5,3  | 8,2  | 13,3 | 18,0 | 22,6 | 25,9 | 26,3 | 22,2 | 15,7 | 9,5  | 5,4  | 4,8      | 13,2     | 24,9     | 15,8     | 14,7 |
| T. min. media (°C) | −1,4 | −0,9 | 1,3  | 4,9  | 8,0  | 12,8 | 15,0 | 15,0 | 12,3 | 7,6  | 3,7  | −0,8 | −1,0     | 4,7      | 14,3     | 7,9      | 6,5  |